# Гусний (струмок)
Гусний, Гуснянський — струмок в Україні, у Воловецькому й Великоберезнянському районах Закарпатської області. Ліва притока Ужа (басейн Дунаю).

## Опис
Довжина струмка приблизно 8,6 км.

## Розташування
Бере початок на північній стороні від вершини Нічорної (933 м). Тече переважно на північний захід через село Гусний і в селі Ужок впадає в річку Уж, ліву притоку Лаборцю. 
Річку перетинає декілька раз автомобільна дорога Т 0722.